# Romain Villa
Romain Villa (Charleville-Mézières, 27 de abril de 1985) es un ciclista francés. Debutó como profesional en el equipo Cofidis, le Crédit par Téléphone en 2008. 

## Palmarés
2007
- 1 etapa del Tour de Alsacia

## Equipos
- Cofidis (2007[1] -2009)
  - Cofidis, le Crédit par Téléphone (2007-2008)
  - Cofidis, le Crédit en Ligne (2009)